# John Ferguson senior
John Bowie „Fergy“ Ferguson senior (* 5. September 1938 in Vancouver, British Columbia; † 14. Juli 2007 in Windsor, Ontario) war ein kanadischer Eishockeyspieler, -trainer, -scout und -funktionär, der im Verlauf seiner aktiven Karriere zwischen 1956 und 1971 unter anderem 585 Spiele für die Canadiens de Montréal in der National Hockey League auf der Position des linken Flügelstürmers bestritten hat. Ferguson gewann während seiner acht Spielzeiten in der NHL zwischen 1965 und 1971 insgesamt fünfmal den Stanley Cup mit den Canadiens und gilt als einer der ersten Enforcer in der modernen Ära des Sports. Im Anschluss an seine aktive Karriere war er bis zu seinem Tod als Trainer, Scout und Funktionär in der Liga tätig. Unter anderem war Ferguson in den 1970er- und 1980er-Jahren Cheftrainer und General Manager der New York Rangers und Winnipeg Jets, mit denen er nach dem Gewinn der Avco World Trophy im Jahr 1979 die Überführung von der World Hockey Association in die NHL beging.

## Karriere

### Spielerkarriere
Ferguson verbrachte seine Juniorenzeit zwischen 1956 und 1959 bei den Melville Millionaires in der Saskatchewan Junior Hockey League. In drei Jahren bestritt der Flügelstürmer 145 Partien für das Team und sammelte dabei 138 Scorerpunkte. Weil die National Hockey League damals lediglich aus den sogenannten Original Six bestand und dem Angreifer auch nicht das größte Talent nachgesagt wurde, fand Ferguson zunächst keine Anstellung in der NHL.
Der Stürmer wechselte schließlich im Sommer 1959 in den Profibereich, wo er sich den Fort Wayne Komets aus der International Hockey League anschloss. Mit den Komets erreichte er in seiner Rookiesaison die Finalserie um den Turner Cup, wo das Team in einer sieben Spiele andauernden Finalserie den St. Paul Saints unterlag. Mit der Empfehlung von über 30 Toren und 60 Scorerpunkten in seinem ersten Profijahr wechselte Ferguson zum Spieljahr 1960/61 in die konkurrierende American Hockey League zu den traditionsreichen Cleveland Barons. Bei den Barons etablierte sich Ferguson im Profibereich und steigerte sich im Laufe von drei Jahren bis zum Sommer 1964 von zunächst 34, über 41 auf 78 Scorerpunkte. Dies bescherte ihm am Ende der Saison 1962/63 die Wahl ins AHL First All-Star Team. Darüber hinaus fügte er seiner Spielweise in der AHL die Züge eines Enforcers und einer Pest hinzu.
Fergusons Kombination von Fähigkeiten machten alsbald auch die Franchises der National Hockey League auf den Flügelspieler aufmerksam, sodass die Canadiens de Montréal Ferguson im Juni 1963 aus seinem bestehenden Vertrag in Cleveland herauskauften. Mit Beginn der Spielzeit 1963/64 kam der Kanadier bei Montréal zum Einsatz und brachte den Erfolg in das Team zurück, das zuletzt Stanley-Cup-Playoffs 1960 den Stanley Cup gewonnen hatte. Mit seiner Robustheit und Aggressivität hielt Ferguson seinen weitaus talentierteren Mitspielern den Rücken frei, konnte dabei aber – mit in der Regel über 15 Tore und 30 Scorerpunkten – auch selbst in der Offensive Akzente setzen. Am Ende der Stanley-Cup-Playoffs 1965 gewann er seinen ersten Stanley Cup mit der Mannschaft. Bis 1971 ließ er weitere vier Titelerfolge folgen und nahm ebenso in den Jahren 1965 und 1966 als Mitglied des amtierenden Titelverteidigers am NHL All-Star Game teil.
Nach insgesamt acht Jahren und 585 Einsätzen inklusive der Playoffs beendete der Angreifer schließlich nach den fünften Titelgewinn binnen sieben Spielzeiten im Sommer 1971 seine aktive Karriere. Zum Zeitpunkt seines Rücktritts stand Ferguson kurz vor seinem 33. Geburtstag.

### Trainer- und Funktionärskarriere
Auch nach seinem aktiven Karriereende blieb Ferguson dem Eishockeysport treu. Im Vorfeld der im September 1972 abgehaltenen Summit Series wurde der Kanadier vom kanadischen Eishockeyverband Hockey Canada als Assistenztrainer unter Cheftrainer Harry Sinden angestellt. Aufgrund der erst ein Jahr zurückliegenden Beendigung seiner Spielerkarriere diente Ferguson als Bindeglied zwischen Trainer und Mannschaft. Den Vergleich zwischen der kanadischen Nationalmannschaft und der Nationalmannschaft der UdSSR über acht Spiele entschieden die von Sinden und Ferguson betreuten Kanadier letztlich für sich.
Nach einer mehrjährigen Pause kehrte Ferguson zum Ende der Saison 1975/76 in die National Hockey League zurück, als er im Januar 1976 zur Mitte der Spielzeit Ron Stewart als Cheftrainer und General Manager Emile Francis bei den New York Rangers in Personalunion ersetzte. Ferguson gelang es mit einer Bilanz von 14 Siegen, 22 Niederlagen und fünf Unentschieden in den restlichen 41 Spielen aber auch nicht mehr die Spielzeit in positive Bahnen zu lenken. Das Team verpasste die Playoffs, ebenso wie im folgenden Jahr deutlich. Ferguson konzentrierte sich nach der Spielzeit 1976/77 ausschließlich auf den Posten des General Managers und ersetzte sich als Cheftrainer mit Jean-Guy Talbot. Nach dem abermaligen deutlichen Verpassen der Playoffs in der Saison 1977/78 kam die Amtszeit des Kanadiers zu einem Ende.
Der Kanadier kehrte daraufhin der NHL zunächst den Rücken und übernahm mit Beginn des Spieljahres 1978/79 den Posten des General Managers von Rudy Pilous bei den Winnipeg Jets aus der mit der NHL konkurrierenden World Hockey Association. Fergusons Zeit in Winnipeg verlief weitaus erfolgreicher als die in New York. Gleich in seiner ersten Spielzeit gewann er mit den Jets die Avco World Trophy und steuerte im Sommer 1979 die Überführung des Franchises in die NHL. An deren Spielbetrieb nahmen die Winnipeg Jets mit Beginn der Saison 1979/80 teil, während Ferguson bis zum Sommer 1988 als General Manager in der Verantwortung stand. Im Verlauf der Spielzeit 1985/86 setzte er sich gegen Ende des Jahres selbst als Cheftrainer ein, um den erfolglosen Barry Long abzulösen. Mit sieben Siegen in den verbleibenden 14 Saisonspielen schaffte Ferguson die Qualifikation für die Playoffs. Dort scheiterte das Team aber in der ersten Runde an den Calgary Flames, woraufhin Ferguson seinen Interimsjob ablegte und Dan Maloney als neuen Cheftrainer anstellte.
Nach Fergusons Demission im September 1988 wurde es ruhig um den mittlerweile 50-Jährigen. Erst nach einer fünfjährigen Pause wurde er zur Saison 1992/93 von den neu gegründeten Ottawa Senators angestellt. Dort war er für die folgenden drei Jahre in der Position des Director of Player Personnel angestellt. Zur Spielzeit 1995/96 verließ er den kanadischen Hauptstadtklub und wechselte innerhalb der Liga zu den San Jose Sharks. Bei den Nordkaliforniern fungierte der Kanadier als Scout. In dieser Position arbeitete er bis zum Sommer 2001, ehe er im Franchise zum besonderen Berater des dortigen General Managers Doug Wilson aufstieg. In diesem Amt arbeitete er bis zu seinem Tod im Juli 2007 in seiner Wahlheimat Windsor in der Provinz Ontario. Ferguson verstarb im Alter von 68 Jahren an den Folgen einer Prostatakrebserkrankung.
Sein Sohn John Ferguson junior trat bereits zu Lebzeiten in die Fußstapfen seines Vaters und war zwischen 2003 und 2008 General Manager der Toronto Maple Leafs in der NHL.

## Erfolge und Auszeichnungen
| - 1963 AHL First All-Star Team - 1965 Stanley-Cup-Gewinn mit den Canadiens de Montréal - 1965 Teilnahme am NHL All-Star Game - 1966 Stanley-Cup-Gewinn mit den Canadiens de Montréal - 1966 Teilnahme am NHL All-Star Game | - 1968 Stanley-Cup-Gewinn mit den Canadiens de Montréal - 1969 Stanley-Cup-Gewinn mit den Canadiens de Montréal - 1971 Stanley-Cup-Gewinn mit den Canadiens de Montréal - 1979 Avco-World-Trophy-Gewinn mit den Winnipeg Jets (als General Manager) |

## Karrierestatistik
(Legende zur Spielerstatistik: Sp oder GP = absolvierte Spiele; T oder G = erzielte Tore; V oder A = erzielte Assists; Pkt oder Pts = erzielte Scorerpunkte; SM oder PIM = erhaltene Strafminuten; +/− = Plus/Minus-Bilanz; PP = erzielte Überzahltore; SH = erzielte Unterzahltore; GW = erzielte Siegtore; 1 Play-downs/Relegation; Kursiv: Statistik nicht vollständig)

### NHL-Trainerstatistik
(Legende zur Trainerstatistik: Sp oder GC = Spiele insgesamt; W oder S = erzielte Siege; L oder N = erzielte Niederlagen; T oder U = erzielte Unentschieden; OTL oder OTN = erzielte Niederlagen nach Overtime oder Shootout; Pts oder Pkt = erzielte Punkte; Pts% oder Pkt% = Punktquote; Win% = Siegquote; Resultat = erreichte Runde in den Play-offs)